# Campeonato Gaúcho de Futebol de 1979 - Série A
O Campeonato Gaúcho de Futebol de 1979, foi a 59ª edição da competição no Estado do Rio Grande do Sul. Participaram do campeonato 20 clubes. A competição teve seu início em 7 de março e o término em 20 de setembro de 1979. O campeão deste ano foi o Grêmio.

## Participantes
| - Internacional (Porto Alegre)35ª - Cachoeira(Cachoeira do Sul) 9ª - Avenida (Santa Cruz do Sul) 3ª - Farroupilha (Pelotas)20ª - Brasil de Pelotas (Pelotas)26ª - Inter-SM (Santa Maria) 13ª - 14 de Julho (Passo Fundo)8ª - São Paulo (Rio Grande) 9ª - Estrela (Estrela) 4ª - Esportivo (Bento Gonçalves) 10ª | - Grêmio (Porto Alegre)37ª - Pelotas (Pelotas)26ª - Novo Hamburgo (Novo Hamburgo)35ª - Riograndense-SM(Santa Maria)17ª - Gaúcho (Passo Fundo)15ª - Guarany-BA (Bagé)27ª - Juventude (Caxias do Sul)17ª - São Borja (São Borja) 5ª - Caxias (Caxias do Sul)18ª - Bagé (Bagé) 18ª |

## Fase final
- Classificação

1º Grêmio        27 pg
2º Esportivo     18 pg
3º Internacional 17 pg
4º São Paulo     13 pg
5º Novo Hamburgo 12 pg
6º Caxias        12 pg
7º Brasil        10 pg
8º Juventude     06 pg
PG: Pontos Ganhos
Nota: O Grêmio começou a fase final com dois pontos extras, pela conquista dos dois turnos da primeira fase.
| Campeonato Gaúcho de Futebol 1979             |
| --------------------------------------------- |
| Grêmio Foot-Ball Porto Alegrense (21º título) |

## Artilheiro
- Jair (Internacional) 24 gols

## Segunda Divisão
Campeão:Lajeadense
2º lugar:14 de Julho
3º lugar: Esporte Clube Igrejinha